# Wahlen (Neunkirchen-Seelscheid)
Wahlen ist ein Ortsteil der Gemeinde Neunkirchen-Seelscheid im Rhein-Sieg-Kreis.

## Lage
Wahlen liegt auf einem Bergscheid des Bergischen Landes und ist der westlichste Ortsteil der Gemeinde. Die Anhöhe wird vom Naafbach und Wenigerbach gebildet. Nachbarorte sind Rengert und Effert im Osten.

## Geschichte
Das Dorf gehörte bis 1969 zur Gemeinde Seelscheid.
1830 hatte Wahlen 50 Einwohner. 1845 hatte der Hof 39 evangelische Einwohner in neun Häusern. 1888 gab es 40 Bewohner in 13 Häusern.
1901 hatte der Weiler 44 Einwohner. Verzeichnet sind die Familien Ackerer August Bäcker, die Ackerer Carl und Hermann Haas, Musiker Martin Haas, Schreiner Heinrich Klink, Ackerin Witwe Johann Peter Klink, die Ackerer August und Johann Heinrich Naaf, Ackerer Johann Westenhöfer und Ackerer Daniel Zöller.
1910 wohnten in Wahlen die Familien August und Robert Bäcker, Karl und Martin Haas, Heinrich Klink, August und Johann Heinrich Naaf, Robert Radermacher, Johann Westenhöfer und Daniel Zöller. Fast alle waren Ackerer, August Naaf nur Tagelöhner und Radermacher war Bergmann, vermutlich in der im Tal liegenden Grube Walpot.